# SUBSAFE
SUBSAFE ist ein Qualitätssicherungsprogramm für Atom-U-Boote der United States Navy.
SUBSAFE wurde 1963 nach dem Untergang der Thresher gestartet. Alle U-Boot-Systeme, die dem Wasserdruck ausgesetzt sind, wurden während des Programms überprüft und gegebenenfalls überarbeitet. Auch wurden die Materialien überprüft, die zum Beispiel beim Schweißen von Rohrleitungen verwendet wurden. Der Bruch einer solchen Leitung gilt als Auslöser des Untergangs der Thresher.
Alle Atom-U-Boote, die bereits in Dienst sowie im Bau waren, mussten SUBSAFE-zertifiziert werden, was unter anderem längere Werftaufenthalte und damit hohe Kosten verursachte. Allerdings waren die ergriffenen Maßnahmen effektiv, ging doch kein zertifiziertes U-Boot mehr verloren. Die Scorpion, die 1968 gesunken ist, hatte die Überholung noch nicht erhalten.
Im September 1967 schloss die Skate den Umbau und die Zertifizierung als erstes U-Boot ab.